# Cryphaeobius brunneus
Cryphaeobius brunneus is een keversoort uit de familie bladsprietkevers (Scarabaeidae). De wetenschappelijke naam van de soort is voor het eerst geldig gepubliceerd in 1882 door Kraatz.